# Лунгу, Эстер
Эстер Ньява Лунгу (род. 2 июня 1961) — замбийский общественный деятель, занимавшая пост первой леди Замбии с 25 января 2015 года по 24 августа 2021 года. Она жена бывшего президента Замбии Эдгара Лунгу, от которого у неё шестеро детей. Её родители были родом из Восточной провинции страны. Она выросла католичкой, но сейчас они с мужем исповедуют баптизм.
В 2015 году Лунгу побывала в Соединённых Штатах для участия в серии саммитов и встреч первых леди и женщин в Институте Джорджа Буша в Далласе, штат Техас, и в Организации Объединённых Наций в Нью-Йорке. Лунгу была участницей дискуссии Invest in Women в Далласе, которую модерировала Чери Блэр. Она выступала против детских браков во время своего пребывания на посту первой леди. Она председательница и наставница Фонда Эстер Лунгу, созданного в декабре 2015 года, деятельность которого направлена на расширение прав и возможностей женщин и детей в Замбии.

## Ранние годы
Эстер Фири родилась 2 июня в семье Агнес и Айленда Фири, которые были родом из Восточной провинции страны. Она выросла католичкой, но сейчас они с мужем исповедуют баптизм. «Когда мы впервые встретились, у Эдгара были сборники гимнов UCZ, а у меня были сборники католического катехизиса, и мы в конце концов нашли точки соприкосновения в баптистской вере».

## Государственные визиты
Эдгар Лунгу стал младшим министром в 2011 году, министром внутренних дел 9 июля 2012 года и министром обороны от Объединенной партии национального развития 24 декабря 2013 года. Лунгу был принят кандидатом от Патриотического фронта во время дополнительных президентских выборов в январе 2015 года после смерти Саты. Он с небольшим перевесом победил кандидата от оппозиции и был приведён к присяге в качестве президента Замбии 25 января 2015 года, и его жена Эстер стала первой леди Замбии. 
Будучи первой леди, Эстер участвовала во многих государственных визитах вместе с президентом. В 2015 году она посетила серию встреч в Соединенных Штатах Америки, и Институт Джорджа Буша пригласил её принять участие в конференции первых леди и обсудить темы расширения прав и возможностей женщин, здоровья и технологий. Она была приглашена министром здравоохранения Королевства Саудовская Аравия и принцессой Латифой бинт Абулазис Аль Сауд для обсуждения поддержки программ защиты женщин и детей в Замбии. В рамках своей постоянной гуманитарной деятельности в декабре 2015 года она основала Фонд Эстер Лунгу.

## Культурно-просветительные мероприятия
Лунгу создала трастовый фонд, который стремится снизить уязвимость обездоленных людей, используя гендерно-чувствительные, основанные на участии и экологически устойчивые подходы для предоставления средств к существованию. Фонд Esther Lungu Foundation Trust (ELFT) стремится использовать своё положение для решения вопросов, связанных с расширением экономических возможностей, материнством, детьми, здоровьем новорожденных и водоотведением.
ELFT совместно с Мусульманским фондом социального и социального обеспечения установили ручные насосы во многих местах округа Чонгве. Район столкнулся с острой нехваткой воды из-за сокращения запасов воды в реке Чонгве. Фонд начал выявлять уязвимые семьи, стремясь через расширение прав и возможностей женщин искоренить бедность в стране. Началась работа с министерствами общественного развития и общего образования по набору школьников.
Лунгу предположила, что мыло для рук может исключить каждый третий случай детской диареи. Она выступала за улучшение жизни пожилых женщин Замбии и пожертвовала 30 000 тысяч шести женским ассоциациям в Чиланге. Она поздравила своего мужа с тем, что он впервые в своей стране выбрал женщину своим напарником (вице-президентом). Некоторые журналисты видят в её общественной работе агитацию за мужа на предстоящих президентских выборах, что отрицает Патриотический фронт.
В сентябре 2017 года Специальная Олимпиада присвоила Лунгу звание Посла 50-летия Африканского региона на праздновании 50-летия Академии лидерства Специальной Олимпиады, организованной Замбией в Олимпийском центре развития молодёжи.